# Hypena semlikiensis
Hypena semlikiensis là một loài bướm đêm trong họ Erebidae.